# Предраг Цакић
Предраг Цакић (Лесковац, 1931 − 22. јануар 2019) био је истакнути ликовни уметник, дугогодишњи сценограф и костимограф Народног позоришта у Лесковцу.

## Биографија
Завршио је Школу за примењену уметност у Нишу, одсек сценографије, а затим је на позив Управе Народног позоришта у Лесковцу 1952. године почео да ради ту као први професионални сценограф, и то до пензионисања 1990. године. За то време је урадио преко 350 сценографских и отприлике исто толико костимографских решења. Био је члан УЛУПУДС-а од 1976. године.
Излагао је на Квадријеналу позоришне сценографије у Прагу, Тријеналу позоришне сценографије у Новом Саду, Изложби Српске сценографије у павиљону Цвијета Зузорић у Београду, на изложбама сценске уметности у Куманову, Скопљу, Приштини и другим градовима. Учествовао је на већем броју Октобарских ликовних салона у Лесковцу на којима је и награђиван. 
Добитник је Награде за животно дело УЛУПУДС-а, Републичке награде за костимографију на позоришним сусретима професионалних позоришта Јоаким Вујић, Октобарске награде Лесковца за двадесетогодишњи рад на пољу сценографије и популаризације сценске и ликовне уметности, Златне значке Културно-просветне заједнице Србије за изузетан допринос у развоју уметности народа и народности, Орден рада са сребрним венцем Председништва СФРЈ, Прву награду за сценографију у представи "Пајаци" на Републичкој смотри позоришта у Смедеревској Паланци, Награде за костимографију представе "Вожд", Диплому Београдске ревије малих сцена "Брамс", Диплому Народног позоришта Лесковац "Сима Бунић" за успешан рад, стваралаштво и популаризацију сценске уметности, Награде за сценографију на регионалној смотри позоришних аматера у Врању, Плакете позоришног савета позоришта у Лесковцу за изузетно залагање у сезони 1966-67, Плакете Народног позоришта Лесковац поводом прославе 110 година позоришног живота у Лесковцу.